# Campeonato Sul-Americano de Atletismo Juvenil de 1990
O Campeonato Sul-Americano de Atletismo Juvenil de 1990 foi a 10ª edição da competição de atletismo organizada pela CONSUDATLE, para atletas com até 17 anos, classificados como juvenil. O evento foi realizado na cidade de Lima, no Peru, entre 22 e 24 de novembro de 1990. Contou com a presença de aproximadamente 196 atletas de dez nacionalidades distribuídos em 37 provas.

## Medalhistas
Esses foram os resultados do campeonato. Resultados completos podem ser encontrados no site "World Junior Athletics History". 

### Masculino
| Evento                      | Ouro                                                                        | Ouro     | Prata                                                                          | Prata    | Bronze                                                             | Bronze   |
| --------------------------- | --------------------------------------------------------------------------- | -------- | ------------------------------------------------------------------------------ | -------- | ------------------------------------------------------------------ | -------- |
| 100 metros                  | Pablo Cavero (CHI)                                                          | 10.5     | Pablo Almeida (CHI)                                                            | 10.9     | Iñaki Godoy (PER)                                                  | 10.9     |
| 200 metros                  | Pablo Cavero (CHI)                                                          | 21.8     | Pablo Almeida (CHI)                                                            | 22.3     | Nelson Rodrigues (BRA)                                             | 23.0     |
| 400 metros                  | Nelson López (ARG)                                                          | 49.6     | Sanderlei Parrela (BRA)                                                        | 50.3     | Alexander Melo (BRA)                                               | 51.7     |
| 800 metros                  | Vanderlei Soares (BRA)                                                      | 1:56.3   | Fábio Rogério (BRA)                                                            | 1:56.3   | Víctor Cruz (CHI)                                                  | 1:57.3   |
| 1 500 metros                | Mariano Tarilo (ARG)                                                        | 4:05.1   | Joelson Dias (BRA)                                                             | 4:05.6   | Raimundo Alcino (BRA)                                              | 4:05.7   |
| 5 000 metros                | Elías Bastos (BRA)                                                          | 15:06.1  | Jorge Chávez (PER)                                                             | 15:07.7  | Mariano Tarilo (ARG)                                               | 15:18.4  |
| 5 km marcha atlética        | Jefferson Pérez (ECU)                                                       | 19:49.54 | João Sendeski (BRA)                                                            | 22:16.57 | Jaime Rodríguez (COL)                                              | 22:35.62 |
| 110 metros barreiras        | Maximiliano Alfaro (CHI)                                                    | 13.9     | Gabriel Corradini (ARG)                                                        | 14.1     | Carlos Correa (CHI)                                                | 14.4     |
| 300 metros barreiras        | José dos Santos (BRA)                                                       | 38.8     | Gabriel Corradini (ARG)                                                        | 39.3     | Javier Verme (PER)                                                 | 39.4     |
| 1.500 metros com obstáculos | Eduardo Monge (CHI)                                                         | 4:22.83  | Marcelo Blanco (BRA)                                                           | 4:24.80  | Mariano Tarilo (ARG)                                               | 4:26.76  |
| 4×100 metros estafetas      | Chile · Oscar Cavero · Pablo Almeida · Rodrigo Schmidt · Maximiliano Alfaro | 42.37    | Brasil · Silvio de Moraes · Nelson Rodrigues · Jair Moreira · Vinicius Barroso | 43.58    | Peru · Iñaki Godoy · Marco Carrasco · Franco Pedraz · Javier Verne | 43.78    |
| 4×400 metros estafetas      | Chile · Cristian Ihlo · Pablo Almeida · Oscar Cavero · Carlos Sandoval      | 3:22.2   | Brasil · Sanderlei Parrela · Alexander Melo · José dos Santos · Edmar Silva    | 3:24.0   | Peru · Javier Verne · Erick Cuadros · Marco Carrasco · Iñaki Godoy | 3:28.8   |
| Salto em altura             | Marcelo Miranda (BRA)                                                       | 2.00     | Mario León (PER)                                                               | 1.97     | Marcos dos Santos (BRA)                                            | 1.97     |
| Salto com vara              | Genivaldo Meira (BRA)                                                       | 4.00     | Gerardo Ríos (CHI)                                                             | 3.80     | Israel Morán (PER)                                                 | 3.60     |
| Salto em comprimento        | Márcio da Cruz (BRA)                                                        | 7.26     | Vinicius Barroso (BRA)                                                         | 6.77     | Maximiliano Alfaro (CHI)                                           | 6.76     |
| Salto triplo                | Márcio da Cruz (BRA)                                                        | 15.83    | Mario León (PER)                                                               | 13.99    | José dos Santos (BRA)                                              | 13.82    |
| Arremesso de peso           | Hugo Scévola (ARG)                                                          | 15.71    | Adriano Souza (BRA)                                                            | 15.13    | Márcio da Cruz (BRA)                                               | 15.03    |
| Lançamento de disco         | Julio Piñero (ARG)                                                          | 48.52    | Fábio Ribeiro (BRA)                                                            | 45.22    | Leandro Teixeira (BRA)                                             | 44.48    |
| Lançamento do martelo       | Hugo Scévola (ARG)                                                          | 64.90    | Javier Álvarez (ARG)                                                           | 58.68    | Eberton Giacomelli (BRA)                                           | 45.74    |
| Lançamento do dardo         | Ariel Martínez (ARG)                                                        | 56.70    | Fábio de Souza (BRA)                                                           | 54.12    | Julio Piñero (ARG)                                                 | 51.70    |
| Hexatlo                     | Moisés Pereira (BRA)                                                        | 3975     | Mario Caorlín (ARG)                                                            | 3477     | Alejandro Cordobés (ARG)                                           | 3390     |

### Feminino
| Evento                 | Ouro                                                                        | Ouro    | Prata                                                                            | Prata   | Bronze                                                                         | Bronze  |
| ---------------------- | --------------------------------------------------------------------------- | ------- | -------------------------------------------------------------------------------- | ------- | ------------------------------------------------------------------------------ | ------- |
| 100 metros             | Lisette Rondón (CHI)                                                        | 12.18   | Hannelore Grosser (CHI)                                                          | 12.39   | Gilda Massa (PER)                                                              | 12.46   |
| 200 metros             | Lisette Rondón (CHI)                                                        | 25.4    | Hannelore Grosser (CHI)                                                          | 25.5    | Verónica Klingerberger (PER)                                                   | 26.0    |
| 400 metros             | Janeth Lucumí (COL)                                                         | 58.18   | Viviana Chiozza (ARG)                                                            | 58.39   | Mayra Carchi (ECU)                                                             | 58.80   |
| 800 metros             | Janeth Caizalitín (ECU)                                                     | 2:14.7  | Ana de Oliveira (BRA)                                                            | 2:17.3  | Paola López (ARG)                                                              | 2:17.9  |
| 1 500 metros           | Janeth Caizalitín (ECU)                                                     | 4:32.5  | Carmen Naranjo (ECU)                                                             | 4:37.5  | Ana de Oliveira (BRA)                                                          | 4:39.0  |
| 3 000 metros           | Janeth Caizalitín (ECU)                                                     | 9:44.34 | Carmen Naranjo (ECU)                                                             | 9:45.33 | Maria da Conceição (BRA)                                                       | 9:54.54 |
| 3 km marcha atlética   | Bertha Vera (ECU)                                                           | 14:13.8 | Luisa Nivicela (ECU)                                                             | 14:24.4 | Ivana Henn (BRA)                                                               | 14:51.0 |
| 100 metros barreiras   | Gilda Massa (PER)                                                           | 14.58   | Marília de Souza (BRA)                                                           | 14.76   | Claudia Casals (ARG)                                                           | 15.33   |
| 4×100 metros estafetas | Chile · Lisette Rondón · Hannelore Grosser · Paula Amestica · Claudia Valle | 48.3    | Brasil · Lila da Silva · Deborah Mosser · Adriana Andrade · Marília de Souza     | 48.6    | Peru · Verónica Klingerberger · Gilda Massa · Gianina Cuba · Patricia Hasegawa | 49.2    |
| 4×400 metros estafetas | Chile · Paula Amestica · Hannelore Grosser · Clara Morales · Lisette Rondón | 3:54.8  | Brasil · Lila da Silva · Shirley Ferreira · Kelly de Oliveira · Marília de Souza | 3:58.1  | Equador · Janeth Caizalitín · Mayra Cachi · Ondina Rodríguez · Corina Trelles  | 4:06.9  |
| Salto em altura        | Soledad Harambour (CHI)                                                     | 1.68    | Ximena Guzmán (PER) · Carolina Tovar (PAR)                                       | 1.68    |                                                                                |         |
| Salto em comprimento   | Lucimar de Moura (BRA)                                                      | 5.81    | Lilia Aguirre (ARG)                                                              | 5.80    | Claudia Valle (CHI)                                                            | 5.52    |
| Arremesso de peso      | Margit Wahlbrink (BRA)                                                      | 12.52   | Marisol Bengoa (CHI)                                                             | 10.72   | Natalia Parra (ARG)                                                            | 10.54   |
| Lançamento de disco    | Erika Melián (ARG)                                                          | 38.96   | Carla Campos (PER)                                                               | 34.40   | Marisol Bengoa (CHI)                                                           | 34.26   |
| Lançamento do dardo    | Zuleima Araméndiz (COL)                                                     | 41.22   | Zoila Ayala (PAR)                                                                | 39.26   | Marisa de Almeida (BRA)                                                        | 38.32   |
| Pentatlo               | Marcela Savio (ARG)                                                         | 3275    | Samantha Pereira (BRA)                                                           | 3068    | Lucimar de Moura (BRA)                                                         | 3056    |

## Quadro de medalhas (não oficial)
| Ordem | País      | Medalha de ouro | Medalha de prata | Medalha de bronze | Total |
| ----- | --------- | --------------- | ---------------- | ----------------- | ----- |
| 1     | Chile     | 11              | 6                | 5                 | 22    |
| 2     | Brasil    | 10              | 16               | 13                | 39    |
| 3     | Argentina | 8               | 6                | 7                 | 21    |
| 4     | Equador   | 5               | 3                | 2                 | 10    |
| 5     | Colômbia  | 2               | 0                | 1                 | 3     |
| 6     | Peru      | 1               | 5                | 8                 | 14    |
| 7     | Paraguai  | 0               | 2                | 0                 | 2     |

## Participantes (não oficial)
Uma contagem não oficial produziu o número de 196 atletas de 10 nacionalidades. Lista detalhada dos resultados podem ser encontradas no site "World Junior Athletics History" 
| - Argentina (28) - Bolívia (3) - Brasil (55) - Chile (31) | - Colômbia (13) - Equador (13) - Panamá (3) | - Paraguai (10) - Peru (25) - Uruguai (5) |